# Cantonul Plouay
Cantonul Plouay este un canton din arondismentul Lorient, departamentul Morbihan, regiunea Bretania, Franța.

## Comune
- Bubry
- Calan
- Inguiniel
- Lanvaudan
- Plouay (reședință)
- Quistinic